# مجموعة بن لادن
مجموعة بن لادن السعودية هي مجموعة شركات سعودية تعتبر من أكبر شركات المقاولات في العالم العربي وفي العالم أجمعه بإيرادات تقدر ب 5 مليارات دولار .
في العام 1950 م منح الملك عبدالعزيز المعلم محمد بن لادن شرف توسعة المسجد النبوي في المدينة المنورة وقد امتدّ العمل بهذه التوسعة إلى عهد الملك سعود بن عبد العزيز وانتهى بنجاح تام، وكنتيجة لهذا النجاح تم تكليف المعلم محمد بن لادن بتوسعة المسجد الحرام في مكة المكرمة لتكون أول توسعة يشهدها منذ ألف عام.
وقد تم البدء بهذا المشروع العملاق في عام 1955 م واستمر في تنفيذه خلال عهد الملك فيصل بن عبد العزيز آل سعود الذي خلف الملك سعود وانتهى في عهد الملك خالد بن عبد العزيز آل سعود مستغرقاً عشرين عاماً من الجهد والإتقان. وفي عام 1964 م كان الشرف للمعلم محمد بن لادن عندما تم تكليفه بالعمل في أولى القبلتين وثالث الحرمين الشريفين وذلك لإعادة تغطية قبة الصخرة في القدس الشريف بعد احتراقها في نفس العام.
وفي العام 1989 م تم تأسيس مجموعة بن لادن السعودية، وقد توسعت أعمال الشركة لتشمل الطرق والمنشآت المتنوعة والمشاريع الحيوية والتي تشرفت مجموعة بن لادن السعودية بتنفيذها على أكمل وجه، كما تضم المجموعة العديد من الفروع في جميع أنحاء العالم مما عزز مكانتها كشركة رائدة للإنشاءات في الشرق الأوسط، وكما تنامت البنية التحتية للمملكة العربية السعودية في وثبات قوية سريعة تنامت أيضاً مشاريع بن لادن في نفس الخُطا لتلعب دوراً رائداً ومكملاً لهذه النهضة العملاقة، حيث عُهد إليها بناء شبكة المواصلات والطرق السريعة عبر كل مدن ومناطق المملكة العربية السعودية.

## حادثة سقوط رافعة في الحرم المكي
وقعت حادثة سقوط آلة رافعة في الحرم المكي الساعة 5:10 مساءَ يوم الجمعة 11 سبتمبر 2015 في مشروع توسعة المسجد الحرام في مكة المكرمة غرب المملكة العربية السعودية. خلفت هذه الحادثة أكثر من 107 حالة وفاة وحوالي 238 جريحًا حسب ما أعلن عنه الدفاع المدني السعودي.وقد أشارت العديد من المواقع الإخبارية أن سبب هذه الحادثة قد يعود إلى الحالة الجوية السائدة، حيث تعرّضت المدينة لعواصف رملية ورياح عاتية وأمطار شديدة. ومن الجدير بالذكر أن هذه الحادثة تزامنت مع بداية موسم الحج في مكة المكرمة فضلاً عن وجود عدد كبير من المعتمرين الذين يتوافدون بكثافة أيام الجُمَع. وأعلنت السعودية الاستنفار بعد سقوط الآلة الرافعة داخل الحرم المكي، وقالت وسائل إعلام محلية أنّ الأجهزة المعنية هيأت 39 سيارة إسعاف لنقل المصابين، كما أعلنت التأهب في كافة المستشفيات.
أصدر الديوان الملكي السعودي بيان أكد فيه أن تقرير اللجنة المكلفة بالتحقيق ينفي الشبهة الجنائية في حادثة سقوط رافعة في الحرم المكي، وأكد أن سبب الحادث تعرض الرافعة لرياح قوية، كونها في وضعية خاطئة. وأشار البيان إلى أن وضعية الرافعة كانت مخالفة لتعليمات التشغيل التصنيعية. وصدرت عدة أوامر من الملك سلمان بن عبد العزيز هي: إيقاف تصنيف مجموعة بن لادن السعودية، ومنعها من دخول أي مشاريع جديدة، ومنع سفر جميع أعضاء مجموعة بن لادن السعودية إلى نهاية التحقيق. وتضمنت الأوامر تكليف وزارة المالية والجهات المعنية عاجلاً بمراجعة جميع المشاريع التي تنفذها مجموعة بن لادن السعودية.
ووجه الملك سلمان بن عبد العزيز بصرف مليون ريال لكل ذوي شهيد من شهداء حادثة سقوط الرافعة بالمسجد الحرام، وصرف مليون ريال لكل مصاب بإصابات تسبب إعاقة دائمة، إضافة إلى 500 ألف ريال لكل مصاب من بقية المصابين في الحادثة. وأكد التوجيه أن ذلك لا يمنع من مطالبة ذوي الشهداء والمصابين بالتعويضات. وجاء في بيان الديوان الملكي أن الملك وجه باستضافة اثنين من ذوي كل متوفى من حجاج الخارج لحج عام 1437 هـ، كما وجه بمنح ذوي المصابين في المستشفيات تأشيرات زيارة خاصة.

## تسريح العمالة
عقب إدانة الشركة بحادث الحرم المكي، أعلنت المجموعة الاستغناء عن 50 ألفاً من موظفيها الأجانب بعد توقف صرف راتبهم لمدة أربعة أشهر بسبب الظروف المالية المتدهورة للشركة عقب الحادث.

## بعض مشاريع الشركة

### بعض المشاريع الدولية للشركة
- الجامعة الأمريكية بالشارقة
- فندق الفور سيزون - الأردن
- مسجد بوتراجا
- مسجد قبة الصخرة
- مطار كوالالمبور بماليزيا
- مطار السنغال الدولي
- مطار شرم الشيخ
- مطار الشارقة الدولي
- مطار عدن الدولي
- مطار القاهرة الدولي
- مبني ليجيند القصيص

### بعض مشاريع الشركة في السعودية
- توسعة الحرم المكي الشريف
- توسعة الحرم النبوي الشريف
- مسجد قباء
- مطار الملك عبد العزيز الدولي بجدة
- جامعة الملك سعود
- جامعة أم القرى
- برج الفيصلية
- جامع ومجمع الملك فهد بمحافظة عيون الجواء
- وقف الملك عبد العزيز آل سعود بمكة المكرمة
- وقف الملك عبد الله بن عبد العزيز بالمدينة المنورة
- مدينة الملك عبد الله الاقتصادية
- جامعة الملك عبد الله للعلوم والتكنولوجيا
- جسر الجمرات
- مركز الملك عبد الله المالي
- جامعة الأميرة نورة بنت عبد الرحمن
- طريق الهدا الجديد
- فندق دار التوحيد
- طريق المدينة القصيم
- صالة الحجاج بمطار الملك عبد العزيز الدولي
- مشروع جبل عمر
- مستشفى الحرس الملكي بالرياض
- توسعة مدينة الحجاج
- برج جدة
- مستشفى الملك فيصل التخصصي الجديد بجدة